# Andrea Schivo
Andrea Schivo (Villanova d'Albenga, 17 luglio 1895 – campo di concentramento di Flossenbürg, 29 gennaio 1945) è stato un poliziotto italiano che pagò con la vita l'aver aiutato detenuti ebrei durante l'occupazione tedesca.

## Biografia
Nato da Rocco e Costanza, titolari in paese della Fabbrica della pasta, è in prima linea sul Piave, dove un proiettile gli sfregia il naso. Per meriti di guerra viene assunto come agente di custodia prima a Imperia e in un secondo tempo a Milano, presso il carcere di San Vittore. Guadagnatosi l'appellativo di “Superiore” per la sua autorevolezza, tra il 1943 e il 1944 è assegnato alla sezione dei detenuti ebrei, gestita direttamente dalle SS, insediati all'hotel Regina, dove il comandante Otto Koch conduce gli interrogatori con metodi spietati.
Tra giugno e luglio 1944 i tedeschi trovano un ossicino di pollo in una cella del quinto raggio occupata da una famiglia di ebrei che, sottoposti a tortura, confessano il nome dell'agente che ha introdotto per loro in carcere del cibo di nascosto: si tratta di Andrea Schivo. Subito arrestato e rinchiuso nella cella 108, trasferito dopo pochi giorni nel lager di Bolzano e poi nel campo di concentramento di Flossenbürg, in Germania, con il cosiddetto Trasporto 81 vi muore il 29 gennaio 1945, due giorni dopo la liberazione di Auschwitz.

## Memoria
L'episodio riemerge nel 1998, con la pubblicazione di un documento d'archivio del Centro di Documentazione Ebraica Contemporanea (CDEC) di Milano: si tratta della testimonianza di diciannove agenti di custodia contenente i particolari sull'arresto di Schivo.

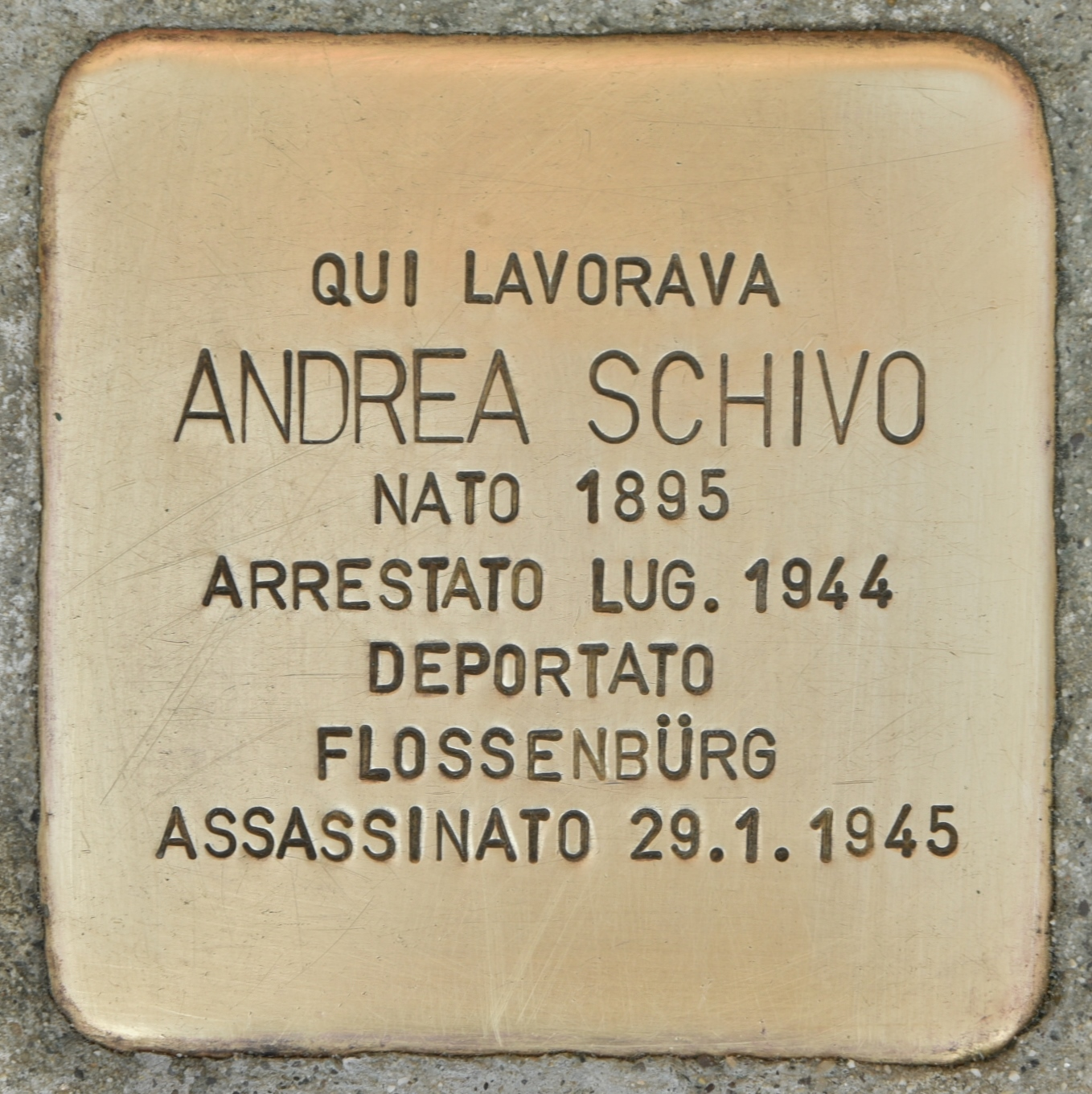
Pietra di inciampo per Andrea Schivo posta davanti al carcere di San Vittore in piazza Filangeri, 2 di Milano

Nel 2003 la vicenda viene ripresa dal settimanale Panorama grazie al ricordo di una nipote e ne vengono a conoscenza le sorelle Cardosi, figlie di una donna ebrea detenuta a San Vittore negli anni 1943 e 1944. Le sorelle riconoscono immediatamente la figura dell'agente di custodia a cui consegnavano cibo e indumenti per la madre, Clara Pirani, e da cui ricevevano messaggi che ne testimoniavano la triste prigionia. Il suo coraggio aveva reso più umana la condizione in carcere della signora Pirani, pur non potendo salvarla da un destino di morte ad Auschwitz.
La fondazione CDEC, raccolte le testimonianze, le ha inviate allo Yad Vashem per il riconoscimento di Andrea Schivo come Giusto tra le Nazioni. La medaglia alla memoria è stata assegnata il 13 dicembre 2006 e la cerimonia di consegna ai pronipoti si è svolta il 27 marzo 2007 nel carcere di San Vittore di Milano, per mano del Consigliere dell'Ambasciata di Israele in Italia Rami Hatan.
Il 17 settembre 2007 la scuola primaria di Villanova d'Albenga è stata intitolata a Schivo e il 21 settembre il Presidente della Repubblica Giorgio Napolitano, durante la festa della polizia penitenziaria svoltasi a Napoli, ha consegnato a Giacomo Schivo la Medaglia d'oro al merito civile alla memoria per il prozio Andrea.
Il 21 gennaio 2020, a pochi giorni dal Giorno della Memoria, in piazza Filangeri n. 2, ovvero proprio davanti al carcere di San Vittore ci fu una cerimonia, proseguita poi all'interno del carcere, per la deposizione della pietra d'inciampo dedicata ad Andrea Schivo che si oppose al regime nazifascista anche a costo di perdere la sua vita. La cerimonia ebbe come astanti «l’ideatore dell’iniziativa, l’artista berlinese Gunter Demnig che negli ultimi anni ha posato circa 75mila pietre analoghe in tutta Europa; il capo del Dipartimento dell’amministrazione penitenziaria Francesco Basentini, il presidente del Comitato Pietre d’Inciampo di Milano Marco Steiner, la senatrice a vita Liliana Segre, il direttore di S. Vittore Giacinto Siciliano e una folta rappresentanza di uomini della Polizia Penitenziaria in servizio nell’istituto».

## Onorificenze
- Giusto fra le nazioni dal 2006[4]